# Шарлотина мрежа (филм из 1973)
Шарлотина мрежа (енгл. Charlotte's Web) је амерички анимирани филм из 1973 године, произведен у студију Хана и Барбера. Наставак под називом Шарлотина мрежа 2: Вилбурова велика авантура објављен је 2003.

## Улоге
| Глумац          | Улога                    |
| --------------- | ------------------------ |
| Деби Рејнолдс   | Шарлот А. Каватика       |
| Хенри Гибсон    | Вилбур                   |
| Пол Линд        | Темплтон                 |
| Рекс Ален       | наратор                  |
| Херб Вигран     | Лерви                    |
| Дон Месик       | Џефри                    |
| Марта Скот      | гђа Арабл                |
| Боб Холт        | Хомер Закерман           |
| Памелин Фердин  | Ферн Арабл               |
| Џон Стивенсон   | Џон Арабл                |
| Вилијам Би Вајт | Хенри Фуси               |
| Агнес Мурхед    | Гуска                    |
| Дени Бонадучи   | Ејвери Арабл             |
| Дејв Маден      | Ован и остали            |
| Џоун Гербер     | Идит Закерман и гђа Фуси |